# Mowich Lake
Der Mowich Lake ist ein See im Nordwesten des Mount Rainier National Park im Pierce County im US-Bundesstaat Washington auf einer Höhe von 4.929 ft (1.502 m). Der Name „Mowich“ stammt aus dem Chinook Wawa und bedeutet „Hirsch“.
Zugang zum See bietet eine 17 mi (27,4 km) lange Piste, welche für Fahrzeuge ab Mitte Juni/Anfang Juli geöffnet ist. Am Mowich Lake gibt es einen vielgenutzten Campingplatz, bei dem im Sommer dreißig Stellplätze für Zelte zur Verfügung stehen; außerdem gibt es Waschräume, Tische und Müllbehälter.
Vom Mowich Campground können Wanderer den Wonderland Trail, den Eunice Lake, den Tolmie Peak, den Spray Park und die Spray Falls erreichen. Primärwälder, Wasserfälle,  Bäche, Kliffs und Wildblumen-Wiesen kennzeichnen die umliegenden Gebiete.
Angeln ist am Mowich Lake im Allgemeinen wenig spannend, da kein Fischbesatz in der Gegend stattfindet und Laich-Gebiete nicht vorhanden sind.